# Treben (Wüstung)

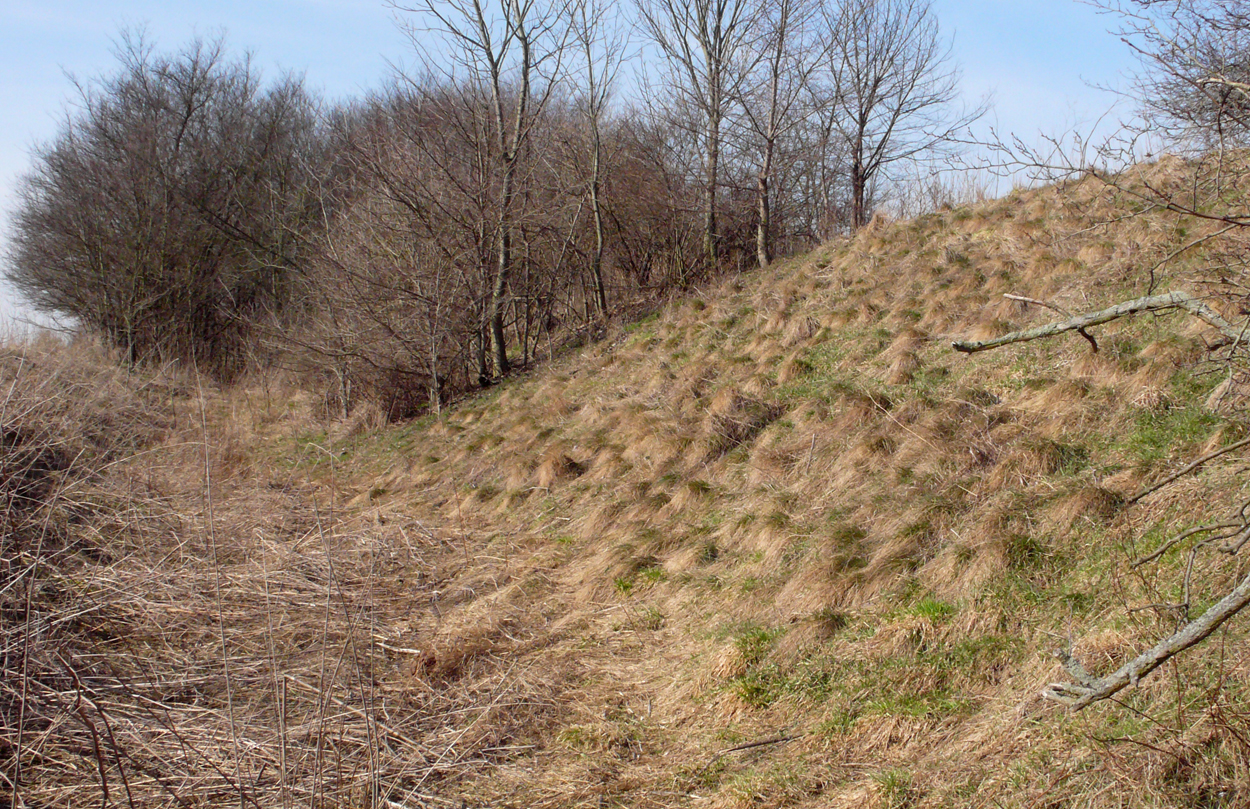
Treben (Wüstung), Reste der inneren Umwallung

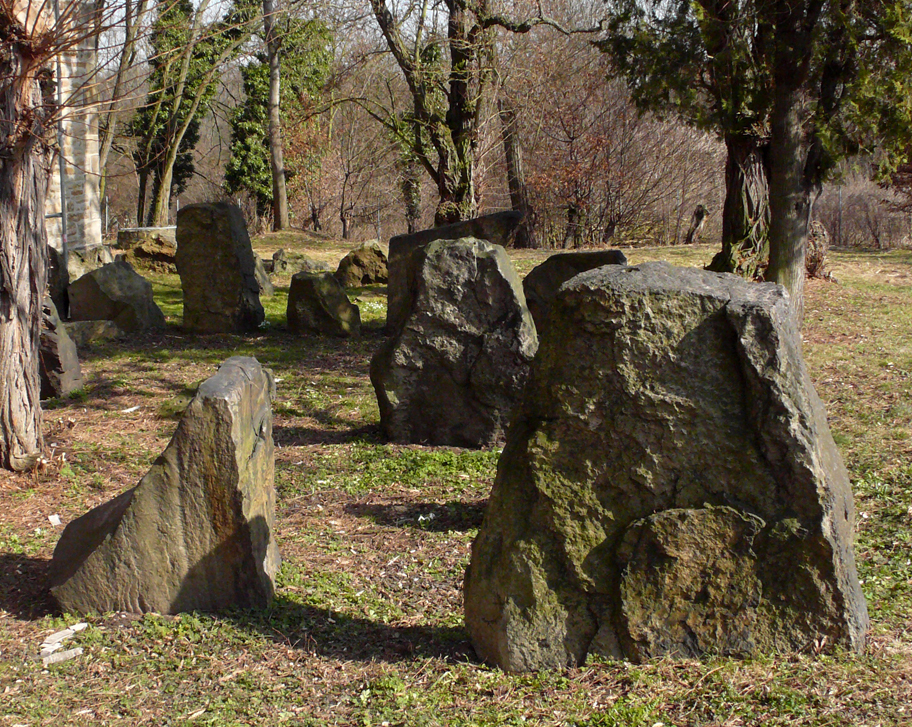
Treben (Wüstung), Slawische Grabstellen

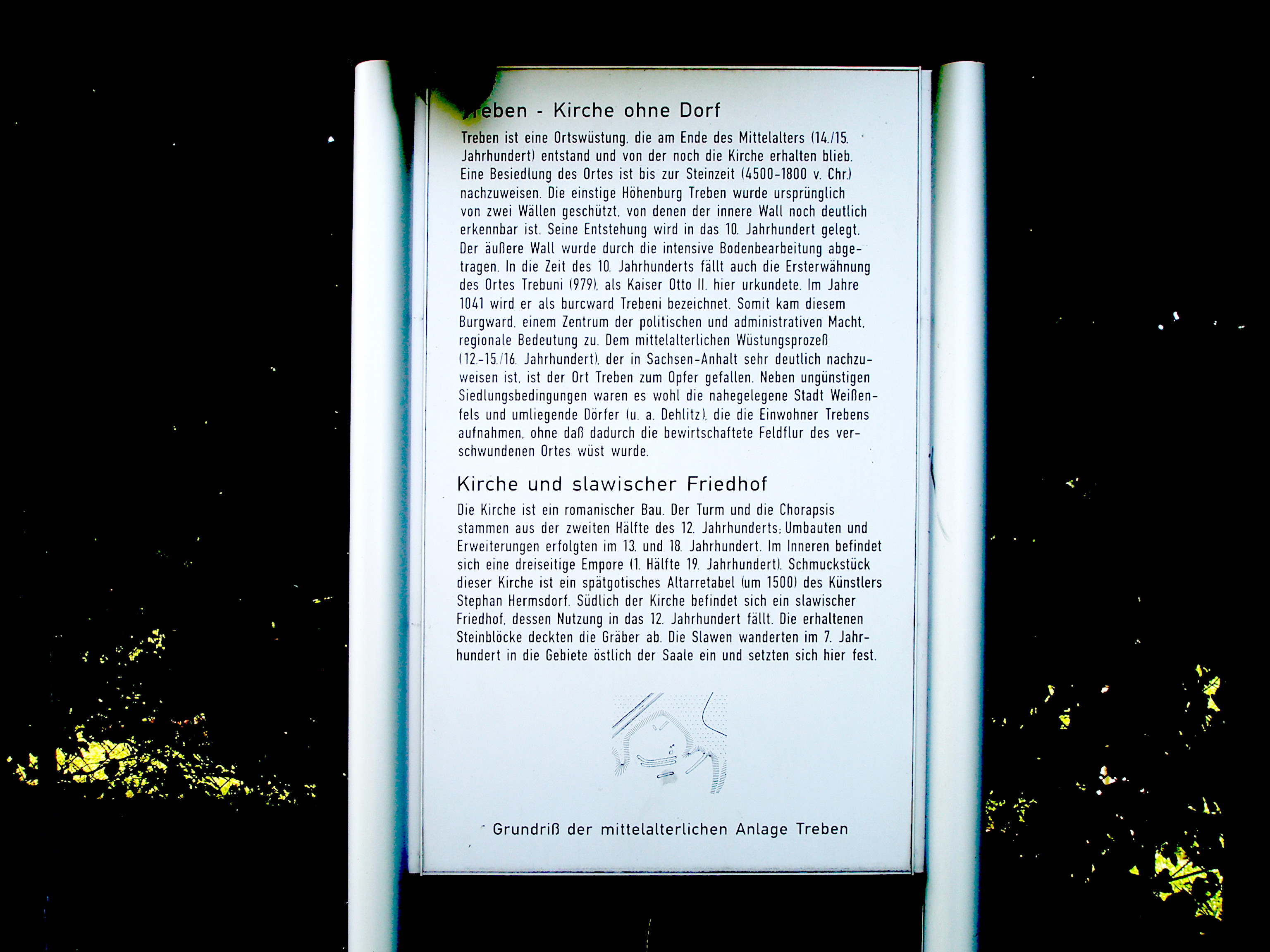
Informationstafel zur Wüstung, 2008

Treben ist eine Wüstung bei Dehlitz (Saale) im Burgenlandkreis in Sachsen-Anhalt.
Vom ehemaligen Dorf hat sich nur noch die aus dem 12. Jahrhundert stammende Kirche erhalten, die auf einer Anhöhe oberhalb der Mündung der Rippach in die Saale steht und regional als „Kirche ohne Dorf“ bekannt ist. Erhalten sind auch einige slawische Grabstellen aus Braunkohlenquarzit. Die Siedlung war durch zwei Wälle geschützt, deren innerer Wall noch teilweise erhalten ist. Der äußere Wall wurde durch Ackerbau eingeebnet.

## Herkunft des Namens
Der Name Treben (auch dribani, tribani oder trebani) geht möglicherweise auf das slawische Wort „treba“ zurück, das „Opfer“ bedeutet. Die nahe liegenden Worte trebiniku oder trebiniki bedeuten Heiligtum und Altar. Möglicherweise hat sich auf der Höhe über der Rippacheinmündung in die Saale eine slawische Opferstätte befunden. Ernst Eichler und Hans Walther deuten „treba“ hingegen als „roden“. Das scheint angesichts der Verhältnisse bei der präsorbischen Einwanderung ziemlich naheliegend.

## Geschichte
Früheste Spuren einer Besiedelung stammen aus der jüngeren Steinzeit. Funde von Gefäßen, Steinäxten und Pfriemen aus Rehknochen deuten darauf hin, dass die ersten Siedler noch Jäger waren und keinen Ackerbau betrieben. Weitere Funde von Scherben und einer Rollenkopfnadel stammen aus der späten Bronzezeit. Sie befanden sich in etwa 70 bis 100 Zentimetern Tiefe im Erdreich. Im 9. Jahrhundert ließen die Karolinger an beiden Ufern der Saale Wallburgen errichten, eine davon war Treben. Urkundlich nachgewiesen ist, dass Otto II. im Jahr 979 mit seinem Hof in Treben weilte. Im Jahr 1108 übereignet Heinrich V. dem Bischof von Meißen neun Mansen in Treben. 1287 fiel das Dorf dem Klarissen-Kloster in Weißenfels zu. Nach Treben waren u. a. Kleben, Lösau und Nellschütz eingepfarrt. 1555 zog der letzte Pfarrer von Treben mitsamt dem Küster in ein eigenes Haus in Pörsten. Die Felder des 1555 verlassenen Dorfes wurden 1594 an die umliegenden Orte veräußert.

## Die Kirche

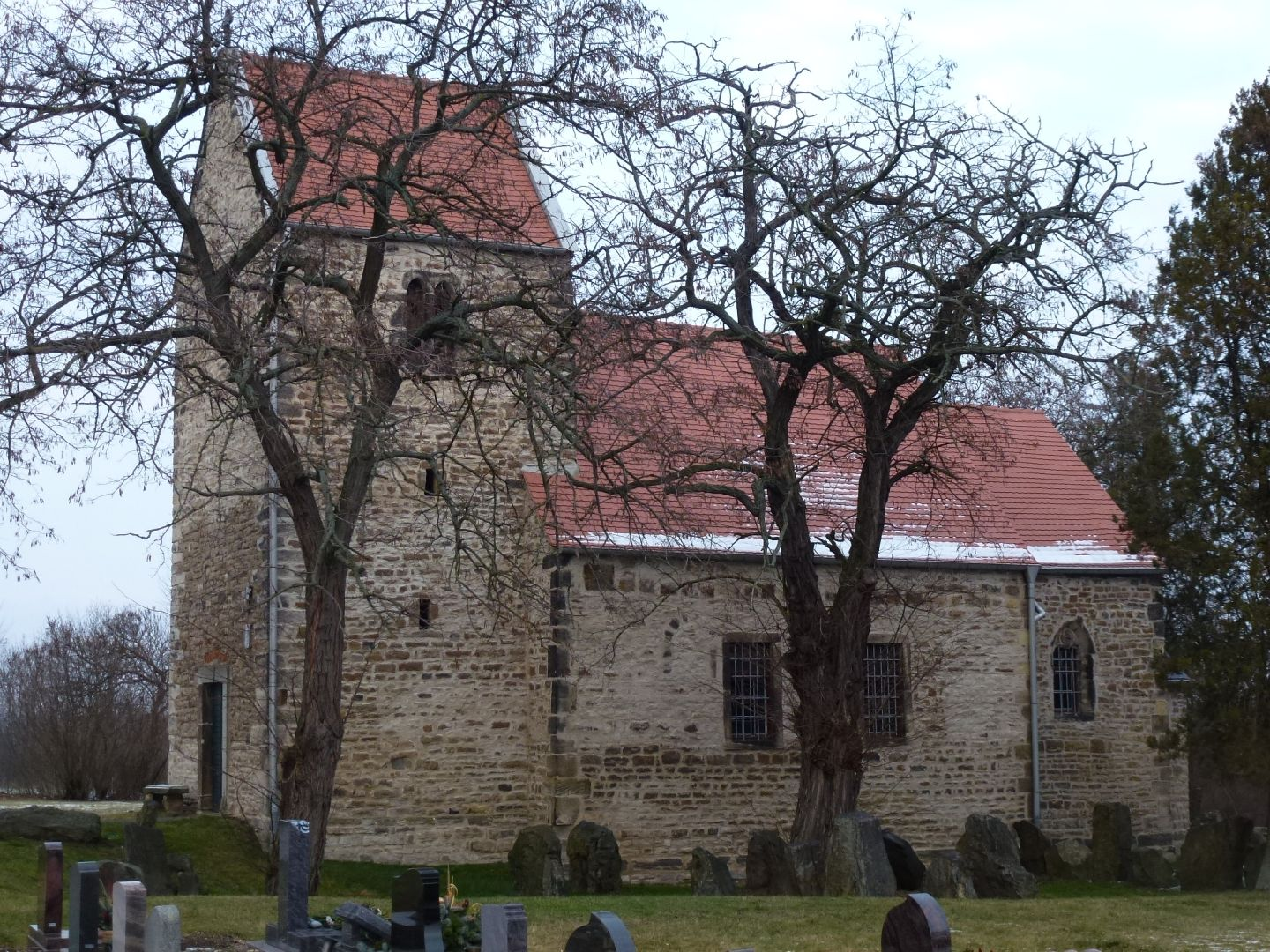
Kirche von Süden

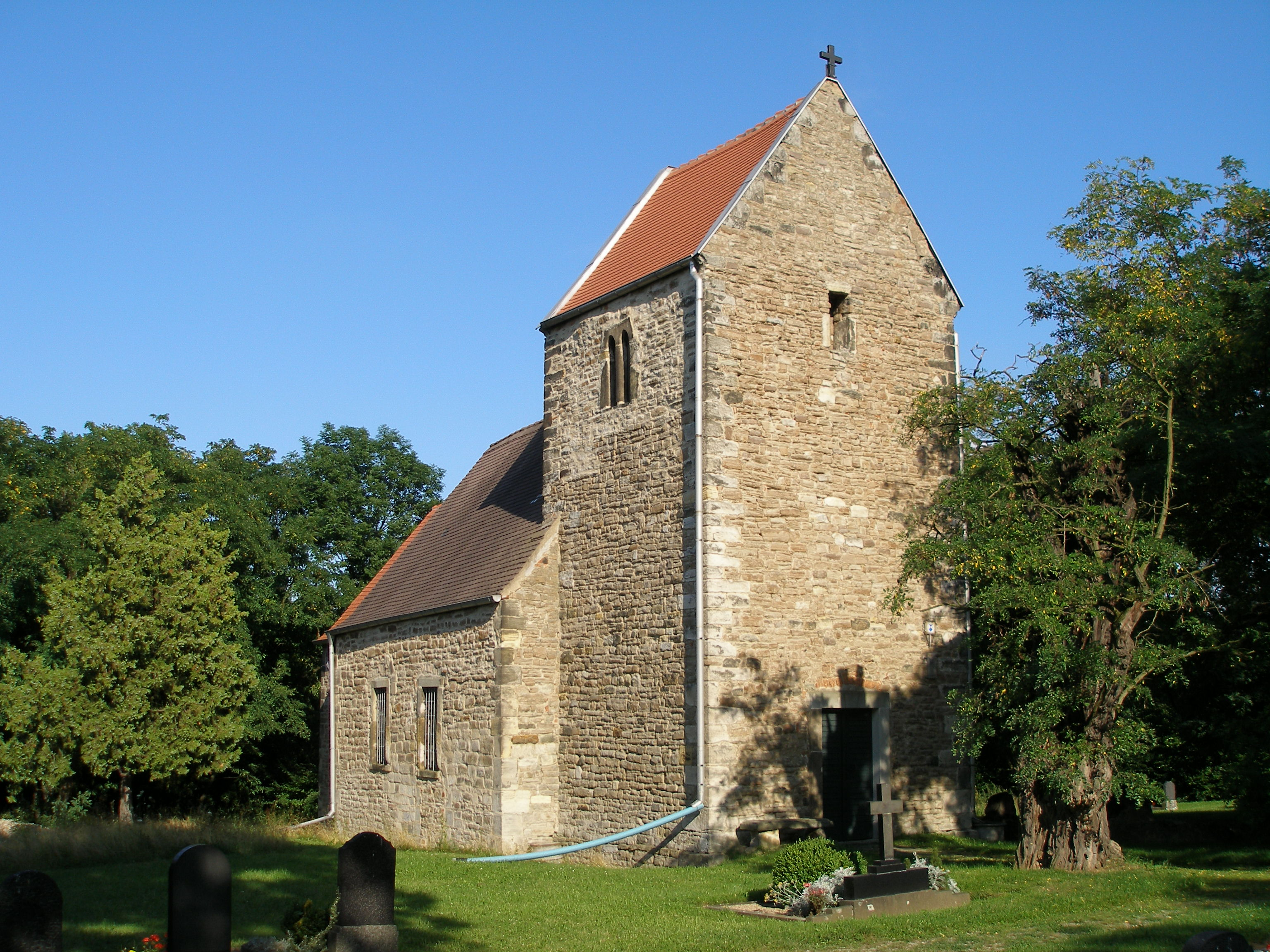
Kirche von Nordwesten

In einer Urkunde des Jahres 1041 wird erstmals die Parochie Treben erwähnt, was bedeutet, dass zu dieser Zeit dort eine Pfarrkirche stand. Die im romanischen Stil erbaute Kirche hat im Laufe der Jahrhunderte verschiedene Änderungen erfahren, die romanischen Fenster sind aber noch in den Wänden zu erkennen. 1739 wurde die Kirche restauriert. Die Kirche hat auf der Westseite eine wohl in späterer Zeit in den Turm hineingebaute Tür, hinter der man etwa 70 Zentimeter in die Tiefe steigen muss, um das Niveau des Kirchenbodens zu erreichen. Ungewöhnlich für Dorfkirchen dieser Bauart ist der spätgotische Flügelaltar von Steffan Hermsdorf in seiner Größe und in der künstlerischen Qualität. Die Figuren haben einen Bezug zum Klarissenkloster in Weißenfels oder zum Bistum Merseburg.